# Cimarron (New Mexico)
Cimarron ist ein Ort im Colfax County im US-Bundesstaat New Mexico in den Vereinigten Staaten mit 917 Einwohnern (Stand: 2000).

## Geografie
Der Ort liegt im Südwesten des Countys, im Nordosten von New Mexico, ist im Norden etwa 20 km von Colorado entfernt und hat eine Gesamtfläche von 5,0 km² ohne nennenswerte Wasserfläche. Im Westen liegt die Philmont Scout Ranch, ein großflächiges Gelände von Scouting America, das für Jugendfreizeiten genutzt wird. Ebenfalls in der Nähe liegt die Chase Ranch, der Originaldrehort des ersten Werbespots Marlboro Man.

## Geschichte
1842 kam der Trapper Lucien B. Maxwell in diese Gegend, arbeitete auf der Beaubien-Miranda Ranch und heiratete eine Tochter des Eigentümers. Die Mitgift betrug 15.000 Acre. 1858 baute er an der Stelle des heutigen Ortes seine eigenen Gebäude und wurde in der Folgezeit zum größten Rancher der Vereinigten Staaten mit einer Landfläche von 1,7 Millionen Acre. 1872 bis 1882 war Cimarron Sitz der Countyverwaltung (County Seat).

## Demografische Daten
Nach der Volkszählung im Jahr 2000 lebten hier 917 Menschen in 382 Haushalten und 255 Familien. Die Bevölkerungsdichte betrug 185 Einwohner pro km². Ethnisch betrachtet setzte sich die Bevölkerung zusammen aus  77,5 % weißer Bevölkerung, 0,1 % Afroamerikanern, 1,1 % amerikanischen Ureinwohnern, 0,1 % Asiaten und anderen Gruppen.
Von den 382 Haushalten hatten 34,0 % Kinder und Jugendliche unter 18 Jahre, die bei ihnen lebten. 49,2 % waren verheiratete, zusammenlebende Paare, 8,1 % waren allein erziehende Mütter und 33,0 % waren keine Familien, 29,1 % bestanden aus Singlehaushalten und in 13,6 % lebten Menschen im Alter von 65 Jahren oder darüber. Die Durchschnittshaushaltsgröße betrug 2,40 und die durchschnittliche Familiengröße lag bei 2,89 Personen.
Auf den gesamten Ort bezogen setzte sich die Bevölkerung zusammen aus 27,0 % Einwohnern unter 18 Jahren, 7,6 % zwischen 18 und 24 Jahren, 25,1 % zwischen 25 und 44 Jahren, 24,1 % zwischen 45 und 64 Jahren und 16,1 % waren 65 Jahre alt oder darüber. Das Durchschnittsalter betrug 40 Jahre. Auf 100 weibliche Personen kamen 106,5 männliche Personen. Auf 100 Frauen im Alter von 18 Jahren oder darüber kamen statistisch 102,7 Männer.
Das jährliche Durchschnittseinkommen eines Haushalts betrug 27.875 USD, das Durchschnittseinkommen der Familien betrug 30.677 USD. Männer hatten ein Durchschnittseinkommen von 26.125 USD, Frauen 19.792 USD. Das Prokopfeinkommen betrug 14.248 USD. 9,1 % der Familien und 12,5 % der Bevölkerung lebten unterhalb der Armutsgrenze.